# Malena Muyala
Malena Muyala (sinh ngày 23 tháng 3 năm 1971) là một ca sĩ-nhạc sĩ người Uruguay, chuyên về nhạc tango và milonga. Cô đã phát hành một số album được chứng nhận vàng và bạch kim, và đã lưu diễn trong và ngoài Uruguay.

## Tuổi thơ
Muyala được sinh ra ở San José de Mayo, Uruguay. Gia đình cô, đặc biệt là bà của cô, ủng hộ niềm đam mê âm nhạc và sân khấu. Cô rất thích hát cho đài phát thanh và truyền hình. Năm 11 tuổi, cô gia nhập Teatro Macció, nơi cô tham gia các lớp học về nghệ thuật kịch tính, và tham gia sản xuất cho dòng Nuestro Pueblo, (Thị trấn của chúng tôi) và của Vámonos (Hãy đi) Muyala học chơi guitar và học hát, và khi cô ấy khoảng 12-13, cô ấy đã thành lập nhiều nhóm nhạc khác nhau. bao gồm một nhóm murga toàn nữ giới. Năm 1988, cô chuyển đến Montevideo để học ngành y  nhưng cũng tham gia đoàn kịch  Antimurga BCG, được đạo diễn bởi Jorge Esmoris. Cô đã diễn và hát  trong các vở kịch Ent Ent Locos y Loquitos,, Pap Pap y Boniatos al Horno, và, Sex Sexo, Chocolate y BCG.     

## Sự nghiệp
Sự nghiệp âm nhạc của Muyala cất cánh vào năm 1991 khi cô giành giải nhất tại Cuộc thi Tango Quốc gia đầu tiên của Uruguay, với sự tham gia của 350 người tham gia từ khắp cả nước. Cùng năm đó, cô đã thành lập một ban nhạc và đi lưu diễn khắp đất nước. Năm 1994, cô được ca sĩ kiêm nhạc sĩ Estela Magnone trong nhóm Seda mời tham gia buổi hòa nhạc cho đĩa Prismatic Vals tại nhà hát Vaz Ferreira. Cô là một ca sĩ solo  và biểu diễn cùng các nhạc sĩ Pitufo Lombardo, Shyra Panzardo, Cinthia Gallo và Estela Magnone.     
Năm 1997, cô làm việc trong một dự án "Malena Tanto Tango y Tanto Amor" ("Malena, rất nhiều tango và rất nhiều tình yêu"), mà cô đã trình bày cho Bộ Văn hóa và Giáo dục Uruguay. Dự án đã được lựa chọn để trình bày tại sáu thành phố trong nội địa của đất nước, cũng như Montevideo trong năm 1998. Vào tháng 12 năm 1998, Muyala đã phát hành album đầu tiên của mình, Temas Pendientes thông qua hãng thu âm Ayuí. Album đạt vị trí thứ tư trong các album bán chạy nhất vào tháng 12 theo Cámara Uruguayaya del Disco và nhận được giải thưởng Iris. Năm 1999, Muyala hợp tác với Malacara Producciones, người đã làm việc với nhạc sĩ Jaime Roos, trong chuỗi buổi hòa nhạc Ciclo Música del Sol y de la Luna (Music Cycle of the Sun and the Moon). Album Temas của cô đã nhận được một bản nhạc Disco de Oro (Đĩa vàng). Năm 2000, cô tiếp tục lưu diễn cho Temas ở Argentina. Cô đã thu âm album thứ hai Puro Verso (Pure Verse) ở Montevideo và Buenos Aires, và phát hành nó vào năm đó.